# Responsabilité civile en droit belge
Pour un article plus général, voir Responsabilité civile.
En droit belge, la responsabilité civile est une branche du droit qui régit la réparation du préjudice causé à autrui par une personne privée. Elle est essentiellement organisée par le code civil belge dans des dispositions issues du Code civil des Français de 1804.
La responsabilité civile est l'obligation de réparer le préjudice que l'on a causé à autrui. L'action en responsabilité civile est engagée par la victime devant les tribunaux civils. Elle doit faire la démonstration d'un fait d'un tiers (historiquement une faute), d'un dommage et du lien de causalité entre ces deux éléments. La personne désignée responsable peut toutefois s’exonérer de sa responsabilité civile si elle démontre que le dommage provient de la faute de la victime, du fait d'un tiers ou d'un cas de force majeure. Le dommage doit être intégralement réparé, par le versement de dommages-intérêts à la victime par le responsable. 
Le Code civil des Français de 1804 organise la responsabilité civile autour d'une distinction fondamentale entre la responsabilité contractuelle, qui régit les dommages nés dans le cadre d'une relation contractuelle, et la responsabilité délictuelle, ou extra-contractuelle, qui régit tous les autres dommages (par exemple nés d'un accident ou d'une infraction pénale). La jurisprudence belge prévoit cependant qu'une personne puisse invoquer la responsabilité de son cocontractant dans certaines conditions. Selon la théorie dite des préposés et agents d'exécution, le préposé ou l'agent d'exécution ne peut être assigné en responsabilité délictuelle par le cocontractant de son contractant parce qu'il n'est pas un tiers au regard de l'exécution du contrat conclu par ce cocontractant ; il n'en serait autrement que si le préposé ou l'agent d'exécution avait tout à la fois violé une obligation qui s'impose à tous et que sa faute avait causé un autre dommage que celui qui résulte de la mauvaise exécution du contrat.